# Emanuela Liuzzi
Emanuela Liuzzi (ur. 27 kwietnia 2000) – włoska zapaśniczka walcząca w stylu wolnym. Na igrzyskach olimpijskich w Paryżu 2024 w kategorii do 50 kg nie została dopuszczona do występu, a potem zdyskwalifikowana z powodu przekroczenia limitu wagi. Zajęła siedemnaste miejsce na mistrzostwach świata w 2023 roku.
Brązowa medalistka mistrzostw Europy w 2023. Jedenasta na igrzyskach europejskich w 2019. Ósma na igrzyskach wojskowych w 2019. Trzynasta w Pucharze Świata w 2020. Czwarta na igrzyskach śródziemnomorskich w 2022 i piąta w 2018. Srebrna medalistka MŚ wojskowych w 2025.
Druga na ME U-23 w 2023. Trzecia na ME juniorów w 2018 i 2019. Druga na ME kadetów w 2015 roku.